# Stream (集電方式)

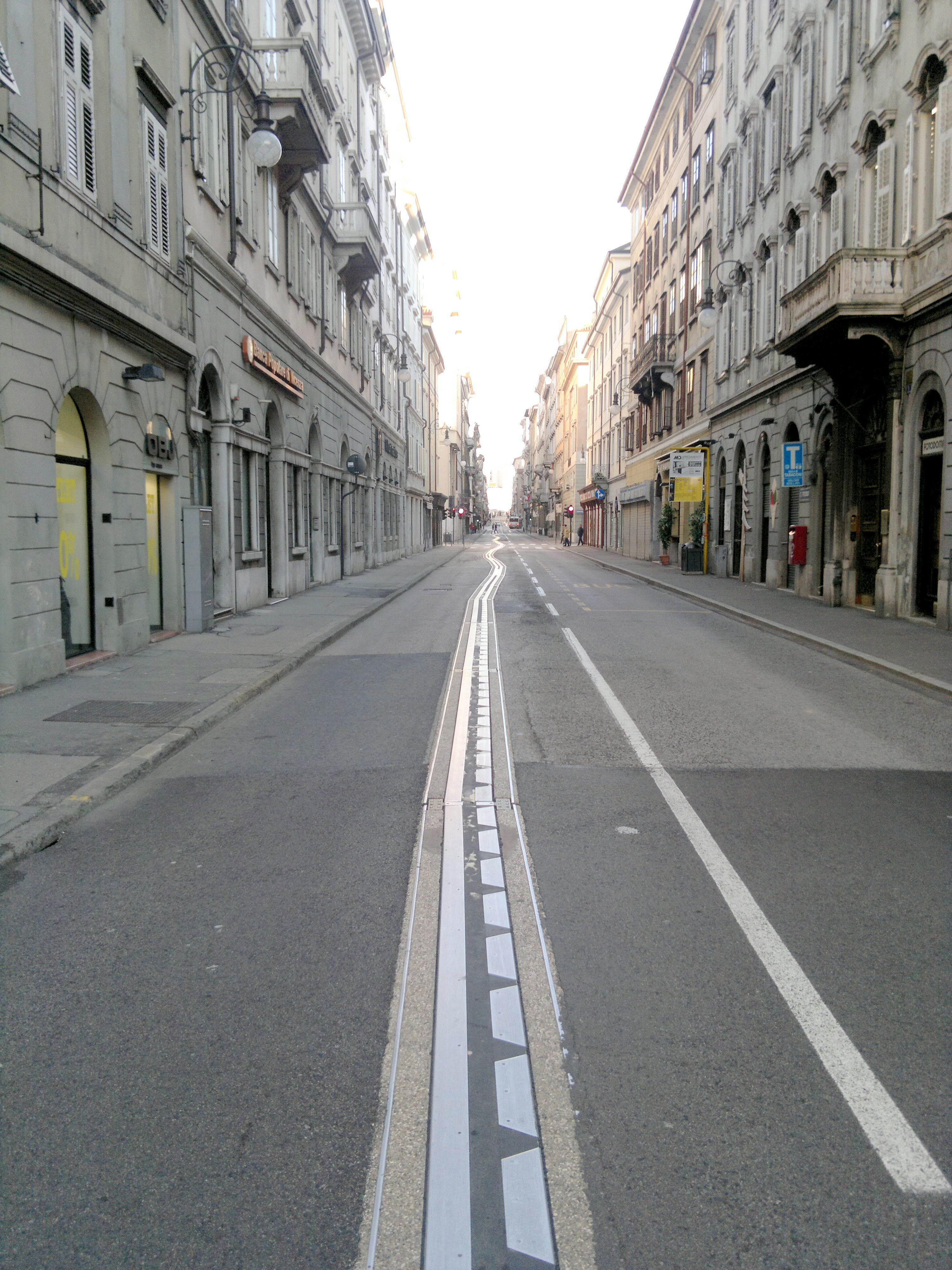
トリエステの路上に設置されたトロリーバス用集電路。断続する右側の内部に磁石で吸引される事によって給電する電路が埋め込まれていて左側が接地されている。

StreamとはアンサルドSTSによって開発された地表集電方式で『磁力吸引による交通電気システム』を意味する"Sistema di TRasporto Elettrico ad Attrazione Magnetica"のアクロニム。

## 概要
集電装置上の磁石の吸引力で電路内の導体を吸引して電力を供給する方式でイタリアのトリエステでトロリーバス用として1998年から試験されたが実用化には至らなかった。
開発元であるアンサルドSTSはその後路面電車用に改良してTramWaveという商標で展開する。2012年7月に中国と台湾の合弁事業の企業にそれぞれの国での事業展開のライセンスを与えた。